# 端宗 (宋)
端宗（たんそう）は、南宋の第8代皇帝。諱は昰(し、是に同じ)。元朝に編まれた『宋史』では建国公として、恭帝（瀛国公）・衛王（永国公）と共に本紀の最後の巻（第四十七）にまとめられている。

## 生涯
度宗の五男として生まれる。益王に封じられていたが、徳祐2年（1276年）に都の臨安が陥落し、異母弟の恭帝が元に降伏して捕らえられると、趙昰と母の楊淑妃・異母弟の衛王趙昺は楊淑妃の兄の楊亮節などの手引きにより福建へ脱出した。趙昰は新たな皇帝に立てられ、福州濂浦平山において7歳で即位し、景炎と改元した。張世傑や陸秀夫ら主戦派は故地回復を画策するが、元軍が迫ると有効な対抗策がなく、張世傑とともに海路避難することに終始した。
景炎3年（1278年）3月、元軍に追われて広州湾に逃れたが、乗船した船が転覆する事故が発生した。端宗は海中より救助されたものの、これが原因で病となり、碙洲梅蔚（現在の香港大嶼山梅窩、一説には広東省珠海市香洲区担杆島）に逃れた際に同地でわずか10歳で崩御した。